# 小農夫拉比
《小農夫拉比》，又名植物科學知識家，是大韓民國KBS電視台一套以認識植物為主題的動畫劇集，由專門製作教育動畫的Daejin animation製作。本節目的開首兩集於2016年12月23日及2016年12月30日下午3時30分在KBS第2频道開始播放，然後正式播放要到2017年4月15日下午2時45分開始逢星期六在KBS第1频道由第3集開始播放。在播出5月27日一集之後播放時間改動，改為從6月1日開始每逢星期四的下午1時50分播放，直到11月16日節目完結為止。
本節目從2017年11月12日開始在香港TVB的翡翠台開始播放，總數52集，每次播放兩集。其英文版本則在Amazon Prime Video逐集收費。
另外，在台灣，網商誠品書店有把本動畫製成的DVD套裝發售，一套六件。

## 角色列表
| 韓語名字 | 香港譯名 | 台灣譯名 | 英文名 | 物種   | 韓國聲優 | 香港配音員 | 專長         |
| -------- | -------- | -------- | ------ | ------ | -------- | ---------- | ------------ |
| 라비     | 拉比     | 拉比     | Rabby  | 鼴鼠   | 이지현   | 林元春     |              |
| 푸실     | 普西     | 波波     | Pusil  | 狐狸   | 이민규   | 李致林     | 透過嗅覺尋物 |
| 바론     | 巴倫     | 妮妮     | Baron  | 河馬   | 崔洛允   | 葉振聲     |              |
| 부       | 阿富     | 布布     | Boo    | 恐龍   | 崔洛允   |            |              |
| 아투     | 阿圖     | 多多     | Ato    | 啄木鳥 | 沒有對話 |            |              |
|          | 露露     |          |        | 鳥類   |          |            | 速遞員/郵差  |

## 主題及收視率
| 集數   | 主題                    | 韓國首播日期   | 全韓國收視率 | TVB播放日期（重播）                          |
| ------ | ----------------------- | -------------- | ------------ | -------------------------------------------- |
| 第1集  | 苜蓿（클로버）          | 2016年12月23日 | 0.5%         |                                              |
| 第2集  | 莎草（파피루스）        | 2016年12月30日 | 0.4%         |                                              |
| 第3集  | 月見草（달맞이꽃）      | 2017年4月15日  | 0.6%         |                                              |
| 第4集  | 爬牆虎（담쟁이）        | 2017年4月22日  | 0.5%         |                                              |
| 第5集  | 橡果（도토리）          | 2017年4月29日  | 0.4%         | 2019年11月6日                                |
| 第6集  | 棉花（목화）            | 2017年4月29日  | 0.5%         | 2019年11月6日                                |
| 第7集  | 番茄                    | 2017年5月6日   | 0.5%         |                                              |
| 第8集  | 红树林                  | 2017年5月13日  | 0.4%         |                                              |
| 第9集  | 白桑                    | 2017年5月20日  | 0.6%         |                                              |
| 第10集 | 水瓜（수세미）          | 2017年5月27日  | 0.5%         |                                              |
| 第11集 | 豆科                    | 2017年6月1日   | 0.8%         | 2019年12月24日                               |
| 第12集 | 向日葵                  | 2017年6月8日   | 0.4%         | 2019年12月24日                               |
| 第13集 | 大蒜（마늘）            | 2017年6月15日  | 0.6%         | 2019年12月10日                               |
| 第14集 | 蘋果（사과）            | 2017年6月22日  | 0.7%         | 2019年12月10日                               |
| 第15集 | 蒲公英（민들레）        | 2017年7月6日   | 0.6%         | 2019年12月11日                               |
| 第16集 | 黃連（깽깽이풀）        | 2017年7月13日  | 0.6%         | 2019年12月11日                               |
| 第17集 | 水浮蓮                  | 2017年7月20日  | 0.6%         | 2019年11月14日                               |
| 第18集 | 牽牛花                  | 2017年7月27日  | 0.4%         | 2019年11月14日                               |
| 第19集 | 橡膠                    | 2017年8月3日   | 0.5%         | 2019年11月15日、2019年12月25日               |
| 第20集 | 柿子                    | 2017年8月10日  | 0.5%         | 2019年11月15日、2019年12月25日               |
| 第21集 | 仙人掌                  | 2017年8月17日  | 0.6%         | 2019年11月18日                               |
| 第22集 | 玉米                    | 2017年8月24日  | 0.4%         | 2019年11月18日                               |
| 第23集 | 胡蘿蔔（당근）          | 2017年8月31日  | 0.7%         | 2019年12月18日                               |
| 第24集 | 香草                    | 2017年9月7日   | 0.6%         | 2019年11月19日                               |
| 第25集 | 石榴（석류）            | 2017年9月14日  | 0.4%         | 2019年11月20日                               |
| 第26集 | 浮萍（부평초）          | 2017年9月21日  | 0.5%         | 2019年11月20日                               |
| 第27集 | 咖啡（커피）            | 2017年9月28日  | 0.2%         | 2019年11月21日                               |
| 第28集 | 捕蠅草（파리지옥）      | 2017年10月12日 | 0.6%         | 2019年11月21日                               |
| 第29集 | 花生                    | 2017年10月19日 | 0.3%         | 2019年11月22日                               |
| 第30集 | 水稻                    | 2017年10月26日 | 0.3%         | 2019年11月22日                               |
| 第31集 | 椰子（코코넛）          | 2017年11月2日  | 0.4%         | 2019年11月25日                               |
| 第32集 | 梅（매화）              | 2017年11月9日  | 0.4%         | 2019年11月25日                               |
| 第33集 | 竹                      | 2017年11月16日 | 0.4%         | 2019年11月26日                               |
| 第34集 | 菟絲子                  | 2017年11月23日 | 0.4%         | 2019年11月26日                               |
| 第35集 | 可可（코코아）          | 2017年11月30日 |              | 2019年11月27日                               |
| 第36集 | 菠蘿（아나나스）        | 2017年12月7日  |              | 2019年11月27日                               |
| 第37集 | 豬籠草                  | 2017年12月14日 |              | 2019年11月28日                               |
| 第38集 | 蜂蘭                    | 2017年12月21日 |              | 2019年11月28日                               |
| 第39集 | 楓                      | 2017年12月28日 |              | 因為播放香港警察記者發佈會而取消             |
| 第40集 | 辣椒                    | 2018年1月4日   |              | 因為播放香港警察記者發佈會而取消             |
| 第41集 | 彩虹桉樹                | ？             |              | 2019年12月20日                               |
| 第42集 | 菌菇                    | ？             |              | 2019年12月20日因為插播特別新聞報道而臨時抽起 |
| 第43集 | 榴槤（두리안）          | ？             |              | 2019年12月3日、2021年6月27日                 |
| 第44集 | 屍花（시체꽃）          | ？             |              | 2019年12月3日、2021年6月27日                 |
| 第45集 | 猴麵包樹（바오밥 나무） | ？             |              | 2019年12月4日、2021年7月4日                  |
| 第46集 | 馬鈴薯（감자）          | ？             |              | 2019年12月4日、2021年7月4日                  |
| 第47集 | 香蕉（바나나）          | ？             |              | 2019年12月5日、2021年7月11日                 |
| 第48集 | 菌類（버섯 2）          | ？             |              | 2019年12月5日、2021年7月11日                 |
| 第49集 | 無花果                  | ？             |              | 2021年7月18日                                |
| 第50集 | 銀杏                    | ？             |              | 2021年7月18日                                |
| 第51集 | 薄荷                    |                |              |                                              |
| 第52集 | 蓮                      |                |              |                                              |

## 外部連結
- 官方网站
- YouTube頻道